# Nahas Angula
Nahas Gideon Angula (Onyaanya, 22 augustus 1943) is een Namibisch staatsman.
Hij werd op 21 maart 2005 beëdigd als premier van Namibië. als opvolger van Theo-Ben Gurirab. Op 4 december 2012 werd Angula opgevolgd door Hage Geingob.
Angula groeide op in Owamboland waar hij omstreeks 1967 actief werd voor SWAPO. In 1967 ging hij in ballingschap in Zambia waar hij van 1969-1972 studeerde aan de universiteit van Zambia. Daarna studeerde hij tot 1978 aan de Columbia University. Voor de onafhankelijkheid van Namibië was Angula verantwoordelijk voor onderwijs in het SWAPO Politbureau. 
Na de onafhankelijkheid van het land was hij, van 1995 tot aan zijn benoeming als premier was Angula, actief als minister van hoger onderwijs en werkgelegenheid. In 2004 was hij kandidaat voor het leiderschap van de SWAPO, maar verloor van de latere president Hifikepunye Pohamba.

- Bibsys: 2016397
- Gemeinsame Normdatei: 170971333
- International Standard Name Identifier: 0000 0000 2916 3285
- Library of Congress Control Number: n89130943
- Nederlandse Thesaurus van Auteursnamen: 271586923
- Virtual International Authority File: 276866531
- WorldCat: E39PBJpv79QDqKVv3qB78dHV4q